# Epicadus tuberculatus
Epicadus tuberculatus es una especie de araña cangrejo del género Epicadus, familia Thomisidae. Fue descrita científicamente por Petrunkevitch en 1910.

## Distribución
Esta especie se encuentra en Panamá, Ecuador, Perú y Brasil.

## Taxonomía
Fue descrita por Petrunkevitch en 1910.
Tratamiento taxonómico
La especie aparece registrada y publicada en Some new or little known American Spiders. Annals of the New York Academy of Science 19: 205–224, pl. 21–22.